# 脉叶木蓝
脉叶木蓝（学名：Indigofera venulosa）为豆科木蓝属下的一个种。

## 扩展阅读
- 維基物種上的相關：脉叶木蓝